# Jenaro Talens Carmona
Jenaro Talens (Tarifa, 14 de gener de 1946), és un poeta, assagista i traductor espanyol. Germà del novel·lista Manuel Talens.

## Estudis
Jenaro Talens va fer els seus estudis de batxillerat en el Col·legi dels Germans Maristes de Granada. Després d'acabar el Preuniversitari al juny de 1963, es va traslladar a Madrid, becat pel Comitè Olímpic en la Residència Blume. Va cursar estudis en Ciències Econòmiques i Arquitectura a la Universitat de Madrid, abandonant totes dues carreres i l'esport en la primavera de 1966 per a matricular-se en la Facultat de Filosofia Lletres de la Universitat de Granada, on va obtenir la Llicenciatura amb Premi extraordinari.
De nou a la Residència Blume des de setembre de 1967, va compaginar l'atletisme com a titular de la selecció espanyola en 100 i 200 metres llisos i relleus 4x100 amb els seus estudis de doctorat fins a la seva retirada definitiva de les pistes en la tardor de 1969. Es va doctorar en Filologia Romànica per la Universitat de Granada en 1971, amb una tesi sobre la poesia de Luis Cernuda.
Professor des de 1968 a la Universitat de València (on va ocupar successivament les càtedres de Literatura espanyola, Teoria de la Literatura i Comunicació Audiovisual) i entre 1996 i 1998 en la Universitat Carles III de Madrid. Des de 1999 fins a la seva jubilació en 2011 ha estat catedràtic de Literatures Hispàniques, Literatura Comparada i Estudis europeus en la Universitat de Ginebra, ciutat on resideix i on continua com a catedràtic emèrit en el Institute for Global Studies al mateix temps que, després de reincorporar-se a la seva càtedra de Comunicació audiovisual a la Universitat de València, Estudi General, ha estat nomenat així mateix catedràtic emèrit de la disciplina en el Departament de Teoria dels Llenguatges i Ciències de la Comunicació.
Ha estat Professor visitant en diferents centres europeus i americans: Minnesota, Mont-real, Califòrnia-Irvine, Aarhus, Technische de Berlín i Buenos Aires, de la Facultat d'Arquitectura de la qual, Disseny i Urbanisme -FADU- és Professor Honorari. Dirigeix les col·leccions d'assaig "Signo e imagen" i "cineastas", d'Ediciones Cátedra i "Otras Eutopías", d'Ediciones Biblioteca Nueva, així com la col·lecció de poesia de l'Editorial Salto de Página, aquesta última en col·laboració amb Clara Janés. Fundador de la revista d'Hispanisme Boletín Hispánico Helvético que va dirigir fins a la seva jubilació ginebrina (volum 15-16), en l'actualitat dirigeix una nova revista semestral quadrilingüe (castellà-francès-anglès-italià), EU-topías. Revista de interculturalidad, comunicación y estudios europeos/Revue d'interculturalité, communication et études européennes/A Journal on Interculturality, Communication and European Studies/Rivista d'interculturalità, communicazione e studi europei, coeditada pel Departament de Teoria dels Llenguatges i Ciències de la Comunicació de la Universitat de València. Estudi General i el Institute for Global Studies de la Universitat de Ginebra. En 2014 va ser nomenat Doctor Honoris Causa per la Universitat de Playa Ancha (Valparaíso, Xile) i en 2015 ha rebut l'Ida Beam Distinguished Visiting Professorship de la Universitat d'Iowa (els EUA), distinció que van rebre en anys anteriors poetes com John Ashbery, Seamus Heaney i Derek Walcott, novel·listes com Saul Bellow i Philip Roth i pensadors com Harold Bloom i Jean-François Lyotard. En la primavera de 2016 ha estat triat membre de l'Academia Europaea, dins de la secció de Film, Media and Visual Studies.

## Obra assagística
Ha publicat llibres i articles en espanyol, francès, anglès i català sobre Semiòtica, Història i Teoria literària i Història i Teoria fílmica:
- El espacio y las máscaras, Barcelona, Anagrama, 1975.
- Novela picaresca y práctica de la transgresión, Madrid, Júcar, 1975.
- El texto plural, València, Universitat, 1975.
- La escritura como teatralidad, València, Universitat, 1977.
- Elementos para una semiótica del texto artístico (amb José Romera Castillo, Antonio Tordera y Vicente Hernández Esteve), Madrid, Ediciones Cátedra, 1978)
- Escriptura i ideologia, València, Tres i Quatre, 1979.
- Beckett y su obra, Barcelona, Barcanova, 1979.
- El ojo tachado, Madrid, Ediciones Cátedra, 1986. [versió anglesa ampliada: The Branded Eye, The University of Minnesota Press, 1993, traduït així mateix a l'italià: L'occhio aperto, Bari, Laterza, 2009; 2a edició espanyola, Madrid, Ediciones Cátedra, 2010]
- Autobiography in Early Modern Spain (amb Nicolas Spadaccini), Minneapolis, Hispanic Issues, 1988.
- The Writing of Modernity (amb Nicolas Spadaccini), Minneapolis, Hispanic Issues, 1989.
- Through the Shattering Glass. Cervantes and the Dialogic World (amb Nicolas Spadaccini), Minneapolis/London, The University of Minnesota Press, 1992.
- The Politics of Editing (amb Nicolas Spadaccini), Minneapolis, Hispanic Issues, 1992.
- Critical Practices in Post-Franco Spain (amb Silvia López y Darío Villanueva), Minneapolis, Hispanic Issues, 1994.
- Rhetoric and Politics. Gracián and the New World Order (amb Nicolas Spadaccini), Minneapolis, Hispanic Issues, 1997.
- Modes of Representation in Spanish Cinema (amb Santos Zunzunegui), Minneapolis, Hispanic Issues, 1998.
- El sujeto vacío (Madrid, Cátedra, 2000)
- Negociaciones. Para una poética dialógica, (Madrid, Biblioteca Nueva, 2002).
- Contracampo. Ensayos sobre Teoría e Historia del cine (amb Santos Zunzunegui), Madrid, Ediciones Cátedra, 2007.
- Locus amoenus. Antología de la poesía medieval en la península Ibérica (amb Carlos Alvar), Barcelona, Galaxia Gutenberg, 2009.
- Carrefour Europe (amb Silvio Guindani), Bruxelles, Bruylant, 2010.
- El espacio del poema (amb Itziar López-Guil), Madrid, Biblioteca Nueva, 2011.
- La caverne des rêves. Dix poèmes chinois en langues romanes (amb Nicolas Zufferey, Raluca Droahna, Nuno Júdice, Fabio Pusterla, Clau Solèr i Eduard Verger), Genève, Les Éditions du Pernoud, 2011.
- Oteiza y el cine (amb Santos Zunzunegui i Paulino Viota), Madrid, Museo Reina Sofía, 2011.
- La música de Rousseau, Madrid, Libros de la resistencia, 2016.

A més, ha publicat treballs per a catàlegs sobre fotografia (entorn d'Alberto García-Alix, Daido Moriyama i Pilar Moreno) i artistes plàstics com Jordi Teixidor.

## Texts traduïts
- Samuel Beckett, Poemas/, Barcelona, Barral Editores, 1970 [de l'anglès i francés]
- Friedrich Hölderlin, Poemas/, València, Hontanar, 1971 (en col·laboració amb Ernst-Edmund Keil) [de l'alemany]
- Ernst Stadler, Georg Heym, Georg Trakl, Poesía expresionista alemana/, València, Hontanar, 1972. 2Madrid, 1981) (en col·laboració amb Ernst-Edmund Keil) [de l'alemany]
- Johann Wolfgang Goethe, Diván de Oriente y Occidente/, Málaga, El Guadalhorce, 1972 (selecció i versió d'Ernst-Edmund Keil i Jenaro Talens) [de l'alemany]
- Lu Hsun, Sobre la clase intel·lectual/, València, Tres i Quatre, 1973 [de l'italià]
- Samuel Beckett, Film/, Barcelona, Tusquets, 1975 [de l'anglès]
- Hermann Hesse, Escrito en la arena/, Madrid, Visor, 1977 [de l'alemany]
- Samuel Beckett, Detritus/, Barcelona, Tusquets, 1978 [de l'anglès i francès]
- Wallace Stevens, Mañana de domingo/, València, Septimomiau, 1978 [de l'anglès]
- William Shakespeare, El rey Lear/, València, Instituto Shakespeare, 1979 (en col·laboració amb Manuel Ángel Conejero, Vicente Forés i Juan Vicente Martínez Luciano) [Edició de bibliòfil] (Edició crítica bilingüe a Ediciones Cátedra) [de l'anglès]
- William Shakespeare, Macbeth/, Valencia, Instituto Shakespeare, 1980 (en col·laboració amb Manuel Ángel Conejero, Vicente Forés i Juan Vicente Martínez Luciano) [Edició de bibliòfil] (Edició crítica bilingüe a Ediciones Cátedra) [de l'anglès]
- Friedrich Hölderlin, Las grandes elegías/, Madrid, Ediciones Hiperión, 1980 [de l'alemany]
- William Shakespeare, El mercader de Venecia/, València, Instituto Shakespeare, 1981 (en col·laboració amb Manuel Ángel Conejero, Vicente Forés i Juan Vicente Martínez Luciano) [Edició de bibliòfil] (Edició crítica bilingüe a Ediciones Cátedra) [de l'anglès]
- William Shakespeare, Doce Sonetos/, València, Instituto Shakespeare, 1981 (=1973) [de l'anglès]
- William Shakespeare, Como gustéis/, València, Instituto Shakespeare, 1983 (en col·laboració amb Manuel Ángel Conejero i Juan Vicente Martínez Luciano) [Edició de bibliòfil] (Edició crítica bilingüe a Ediciones Cátedra) [de l'anglès]
- Novalis, Escritos escogidos/, Madrid, Visor, 1984 (en col·laboració amb Ernst-Edmund Keil, Herta Schulze i Francisco Gil) [de l'alemany]
- William Shakespeare, Otelo/, València, Instituto Shakespeare, 1984 (en col·laboració amb Manuel Ángel Conejero i Juan Vicente Martínez Luciano) [Edició de bibliòfil] (Edició crítica bilingüe a Ediciones Cátedra) [de l'anglès]
- William Shakespeare, Romeo y Julieta/, València, Instituto Shakespeare, 1986 (en col·laboració amb Manuel Ángel Conejero i Juan Vicente Martínez Luciano) [Edició de bibliòfil] (Edició crítica bilingüe a Ediciones Cátedra) [de l'anglès]
- Samuel Beckett, Pavesas (teatro, radio, televisión)/ Barcelona, Tusquets, 1987 [de l'anglès i francès]
- William Shakespeare, Noche de Reyes/, València, Instituto Shakespeare, 1987 (en col·laboració amb Manuel Ángel Conejero i Juan Vicente Martínez Luciano) [Edició de bibliòfil] (Edició crítica bilingüe a Ediciones Cátedra) [de l'anglès]
- Wallace Stevens, Las auroras del otoño y otros poemas/, Madrid, Visor, 1988 [de l'anglès]
- William Shakespeare, Hamlet/, València, Instituto Shakespeare, 1990 (en col·laboració amb Manuel Ángel Conejero i Juan Vicente Martínez Luciano) [Edició de bibliòfil] (Edició crítica bilingüe en Ediciones Cátedra) [de l'anglès]
- Samuel Beckett, Manchas en el silencio/, Barcelona: Tusquets, 1990 [de l'anglès i francés]
- Edmond Jabès, Negrura de los signos/, La Laguna: Syntaxis, 1991 [del francès]
- William Shakespeare, La tempestad/, València, Instituto Shakespeare, 1992 (en col·laboració amb Manuel Ángel Conejero) [Edició de bibliòfil] (Edició crítica bilingüe a Ediciones Cátedra) [de l'anglès]
- William Shakespeare, Antonio y Cleopatra/, València, Episteme, 1996 (Edició crítica bilingüe en Ediciones Cátedra) [de l'anglès]
- The Reduced Shakespeare Company. Las obras completas de William Shakespeare (abreviadas)/. València, Episteme, 1997 (en col·laboració amb Manuel Ángel Conejero) [de l'anglès]
- T. S. Eliot. El viaje de los Magos/, València, El dragón de Gales, 1997 (il·lustracions d'Érika Perales) [de l'anglès]
- Samuel Beckett. Relatos/. Barcelona, Tusquets, 1997 (en col·laboració amb Félix de Azúa i Anna M. Moix [de l'anglès i francès]
- Ernst Stadler, Georg Heym, Georg Trakl, Tres poetas expresionistas alemanes/, Madrid: Hiperión, 1998 [de l'alemany].
- Jacques Roubaud, Cuarenta poemas/ Madrid: Hiperión, 1998 (traducció col·lectiva, en col·laboració amb Francisco Castaño, Jesús Munárriz, Jorge Riechmann, Ada Salas i l'autor).
- Bertolt Brecht, Poemas de amor/, Madrid, Hiperión, 1998 (en col·laboració amb Vicente Forés i Jesús Munárriz) [de l'alemany]
- Bertolt Brecht Más de cien poemas/, Madrid, Hiperión, 1998 (en col·laboració amb Vicente Forés i Jesús Munárriz) [de l'alemany]
- Rainer Maria Rilke, Elegías de Duino/, Madrid, Hiperión, 1999 [de l'alemany]
- Ezra Pound, Personae/, Madrid, Hiperión, 2000 (en col·laboració amb Jesús Munárriz) [de l'anglès]
- Samuel Beckett, Poesía completa/ Madrid: Hiperión, 2000 (edició trilingüe) [de l'anglès i francés]
- Derek Walcott, La abundancia/, Madrid, Visor, 2001 (en col·laboració amb Vicente Forés) [de l'anglès]
- La mirada cercana. Antología de poesía portuguesa/, Madrid, Hiperión, 2001 (en col·laboració amb Jesús Munárriz i Carlos Clementson) [del portuguès]
- Corona ginebrina en honor de los poetas Adonis y Natan Zach/ Genève, Les Éditions du Pernoud, 2004 (en col·laboració amb Carlos Alvar) [de l'àrab i hebreu]
- Seamus Heaney, Campo Abierto. Antología poética 1966-1996/, Madrid, Visor, 2004 (en col·laboració amb Vicente Forés) [de l'anglès]
- Derek Walcott, La Odisea/ Madrid, Visor, 2005 (en col·laboració amb Manuel Talens) [de l'anglès]
- Samuel Beckett. Obra dramática/. Barcelona, Tusquets, 2006 (recull Pavesas, retraduït de nou complet, més dues peces traduïdes per Ana M. Moix i una en versió de José Sanchis Sinisterra) [de l'anglès i francés]
- Natan Zach, Continente perdido/ Madrid, Visor, 2006 (en col·laboració amb Manuel Talens, Mois Benarroch i l'autor) [de l'hebreu i les versions anglesa i italiana]
- Georg Trakl, Sebastián en sueños y otros poemas/, Barcelona, Galaxia Gutenberg, 2006 [de l'alemany]
- Je te donne ces vers… Almanacco petrarchesco/Almanaque petrarquista, Madrid, Biblioteca Nueva, 2006 [de l'italià]
- Alda Merini, Vacío de amor/, Palencia, Ediciones Cálamo, 2010 (en col·laboració amb Mercedes Arriaga Flórez) [de l'italià]
- Wallace Stevens, Las auroras del otoño y otros poemas/, Madrid, Visor, 2012 (2a edició ampliada) [de l'anglès]
- José María Blanco White, Night & Death/. Presentació d'Antonio Molina Flores, Sevilla, Berenice, 2012 (amb altres autors) [de l'anglès]
- Walter Benjamin, El truco preferido de Satán/, fotografies d'Alberto García-Alix, Madrid, Editorial Salto de página/Grupo Editorial Siglo XXI, 2012 (en col·laboració amb Vicente Forés) [de l'alemany]
- Rainer M. Rilke, Las rosas, seguido de Esbozos valaisanos/, Madrid, Salto de Página, 2012 (en col·laboració amb Clara Janés). Publicat amb el pseudònim d'Ariel Napolitano [del francès]
- William Shakespeare, Sonetos/, Madrid, Ediciones Cátedra, 2014 (Edició crítica bilingüe en col·laboració amb Richard Waswo) [de l'anglès]
- Nuno Júdice, Cântico dos cânticos/Cantar de los cantares/, Dibuixos de Pedro Castro Ortega. Cuenca, Segundo Santos Ediciones, 2015 (Edició bilingüe [del portuguès]
- Walter Benjamin, Mediaciones/, Selecció, edició, traducció i pròleg de Pilar Carrera y Jenaro Talens. Madrid, Biblioteca Nueva, 2017

## Obra poètica
- 1964 - En el umbral del hombre - Granada, Veleta al Sur.
- 1965 - Los ámbitos - Granada, Veleta al Sur.
- 1969 - Una perenne aurora - Málaga, El Guadalhorce.
- 1970 - Víspera de la destrucción - València, Hontanar.
- 1971 -Ritual para un artificio - València, Hontanar.
- 1973 - El vuelo excede el ala - Las Palmas de G. Canaria, Inventarios Provisionales.
- 1978 - El cuerpo fragmentario - València, Fernando Torres Editor.
- 1980 - Otra escena (Profanación(es) - Madrid, Hiperión.
- 1981 - Proximidad del silencio - Madrid, Hiperión - Premi de la Crítica del País Valencià.
- 1982 - Purgatori - València, Fernando Torres Editor - en català.
- 1983 - Secuencias - Granada, Don Quijote.
- 1985 - Tabula rasa - Madrid, Hiperión - Finalista del Premio Nacional de literatura.
- 1988 - Monólogo de Peter Pan - Granada, edició d'autor. Plaquette fora de comerç.
- 1988 - El sueño del origen y la muerte - Madrid, Hiperión - Finalista del Premio Nacional de literatura.
- 1990 - La locanda del tempo perso, text bilingüe, versió italiana de Giulia Colaizzi - Ostuni, La torre di Babele
- 1992 - Eutopia, selecció i traducció al portuguès de Roberto Reis - Río de Janeiro, Imago
- 1994 - Orfeo filmado en el campo de batalla - Madrid, Hiperión - Finalista del Premio Nacional de literatura.
- 1994 - Orfeo ripreso sul campo di battaglia, traducció italiana de Mercedes Arriaga, pròleg de Patrizia Calefato - Bari, Palomar
- 1997 - Viaje al fin del invierno - Madrid, Visor - Premi Internacional Fundación Loewe
- 1999 - Sol de intemperie, text original castellà amb versió anglesa de Nicholas Spadaccini, versió italiana de Mercedes Arriaga, versió francesa de Jacqueline Heuer, versió portuguesa de Rosa Correia i versió alemanya de Henriette Partzsch - Ginebra, Les éditions du Pernoud
- 2001 - Profundidad de campo - Madrid, Hiperión - Premio Andalucía de la Crítica - Premi de la Crítica de la Comunitat Valenciana - Premi Francisco de Quevedo de la Comunidad de Madrid. - Finalista del Premio Nacional de literatura.
- 2001 - Minimalia - Edició de Juan Carlos Fernández Serrato - Madrid, Biblioteca Nueva.
- 2003 - El espesor del mundo/On the Nature of Things, versió anglesa de Noga Tornapolski - Madrid, Biblioteca Nueva.
- 2004 - Soliloquio del Rey Mago - Ginebra, Les éditions du Pernoud
- 2004 - Reise zum Ende des Winters, versió alemanya de Henriette Partzsch, pròleg d'Olvido García Valdés - Ginebra, Les éditions du Pernoud
- 2005 - La permanencia de las estaciones. Los poemas en prosa - Edició de José Francisco Ruiz Casanova - Valencia, Institució Alfons el Magnànim - Premi de la Crítica de la Comunitat Valenciana
- 2006 - Orpheus Shot On The Battlefield, Traduït de l'espanyol per Valeria Wagner i Richard Waswo - Minneapolis, Studia Hispanica Editors
- 2006 - Cinq façons d'en finir avec Août, traduït de l'espanyol per Didier Coste- Madrid, La Goleta. Edición bilingüe.
- 2010 - Perpetuum mobile - Edició d'autor - Ginebra, Plaquette fora de comerç.
- 2011 - Perpetuum mobile - traducció italiana de Valerio Nardoni, Florència, Pimpirimpana.
- 2011 - Un cielo avaro de esplendor - Madrid, Editorial Salto de página/Grupo Editorial Siglo XXI.
- 2013 - El hombre que miraba el cielo - Edició hexalingüe [espanyol, català (textos originals), francès, anglès, polonès i rus (versions)], traducció col·lectiva realitzada entre equips de las Universitats de Granada, Lausanne, NYU, Varsòvia i Moscou, sota la direcció de Joëlle Guatelli-Tedeschi. Selecció i pròleg de Susana Díaz - Granada, Jizo Ediciones.
- 2013 - Tabula rasa / El sueño del origen y la muerte - Edició crítica de Paul Cahill - Madrid, Biblioteca Nueva/Grupo Editorial Siglo XXI, colección Clásicos.
- 2014 - Silencio entre los manzanos. Requiem por A. D. O. (1942-2014 - Edició limitada fora de comerç - Conca, Segundo Santos Ediciones.
- 2015 - Noche de Reyes - Fotografies de Michäel Nerlich - Edició limitada fora de comerç - Cuenca, Segundo Santos Ediciones.
- 2015 - El sueño de Einstein - Madrid, Editorial Salto de página.
- 2016 - Del caminar cuando se ha puesto el sol - Fotografies de Pilar Moreno - Edició limitada fora de comerç - Conca, Segundo Santos Ediciones.
- 2016 - Sentido del movimiento - Valladolid, Fundación Jorge Guillén.
- 2016 - Instrucciones para leer tu cuerpo como un mapa - Text bilingüe. Versió al gallec de Chus Pato - Aquarel·les de Luis Vidal - Edició limitada fora de comerç - Conca, Segundo Santos Ediciones.
- 2016 - Cartas de amor de un paseante solitario - Edició limitada fora de comerç - Conca, Segundo Santos Ediciones.
- 2018 - Los irrepetibles - Edició limitada fora de comerç - Madrid, Ediciones Track & Field.